# التحضر في تونس
تحضر تونس يمكن أن يفهم بطريقتين: تنظيم الفضاء من قبل السكان التونسيين الذين يعيشون في المدن وعملية نمو سكان الحضر.
في عام 2006، فإن معدل سكان الحضر 65% مقابل 50% في عام 1975 و 40% في عام 1956، وهو ما يمثل معدل نمو سنوي قدره 3.5%.

## الفضاء الحضري

### توزيع السكان في المناطق الحضرية
تركيز المدن في المناطق الساحلية الشرقية، بنزرت في الشمال قابس في الجنوب عبر العاصمة والساحل، والذي يتضمن أكبر المدن. و تمثل 76٪ من سكان المناطق الحضرية.
المدن الكبيرة والمناطق الحضرية هي:
- 'تونس' : تونس الكبرى، 2000000 نسمة، يمثلون 21٪ من سكان البلاد، وسكان ولايات تونس ، و أريانة، بن عروس و منوبة. هذا التحضر، درس من قبل الجغرافيين - بيير Signoles كما دراسته ، التي نشرت في 1985، L'espace tunisien : capitale et État-région- تعود إلى اختيار تونس كعاصمة للدولة التونسية وأكد أن الفترة المعاصرة، تحت [الحماية الفرنسية [تونس | الحماية الفرنسية]] كما الفترة التي تلت الاستقلال (1956 ) مع النمو في عدد السكان والثقل الاقتصادي، خصوصا حتى 1984 (28٪ من السكان). يمكننا أن نميز في "منطقة العاصمة"، كما حدد بعض الجغرافيين  على الأقل بما في ذلك مدن شمال غرب الموافق المجتمعات الحضرية قرمبالية - سليمان - منزل بوزلفة - بني خلاد (كما هو محدد من قبل السلطات التونسية في قائمة المراكز التي أنشأها المرسوم في 1998 على الأرض) أو 80000 نسمة.
- 'صفاقس:'  صفاقس الكبري تحتل المرتبة الثانية في البلاد لسكان منطقة العاصمة فقد وصل مستوى التحضر الي مستوي عال جدا  500000 نسمة، نصفهم في بلدية صفاقس البقية مقسمة بين ضاحية ساقية الزيت، ساقية الدائر، العين، قرمدة، الشيحية و طينة .
- 'سوسة'  سوسة الكبري تحتل المرتبة الثالثة مع  400000 نسمة مقسمة بين مدن سوسة، حمام سوسة، مساكن القلعة الكبرى، القلعة الصغرى ، زاوية سوسة، الزهور و المسعدين.
- 'نابل-الحمامات' :  يتكون من مدينتين تمتد لخمسة عشر كيلومترا على الشريط الساحلي عالية التحضر بما في ذلك، جنوب غرب كيب بون، ومدن دار شعبان، بني خيار و المعمورة  ضواحي نابل و الحمامات). من إجمالي عدد السكان حوالي  {{:}} 185000 نسمة.
- 'قابس' : أكبر مدينة في جنوب تونس تحيط بها مدن غنوش، المطوية، وذرف و شنني ناحال لتشكيل مجموعة من 170000 نسمة.
- 'المنستير'  المدينة الثانية في منطقة الساحل، تجمع بين مدن خنيس، بنبلة، منزل نور، جمال، زرمدين، منزل حرب، منزل كامل و الساحلين في مجموعة من المناطق الحضرية {{:}} 170000 نسمة.
- منطقة الحضرية من وسط الساحل: فهو عبارة عن مجموعة من المدن المتوسطة والصغيرة قريبة من بعضها البعض، ودمجها في شبكة من العلاقات: قصر هلال، بالمكنين ، طبلبة، البقالطة، الصياد، مطة، بوحجر، قصيبة المديوني، بنان ،  على  150000 نسمة.
- بنزرت: مدينة الشمال الكبري تجمع مدن لها في جميع أنحاء منزل جميل و منزل عبد الرحمان في مدينة تضم 150000 نسمة.
- جربة: ذات الكثافة السكانية العالية   140000 نسمة مع كثافة 244 نسمة لكل كيلومتر مربع.
- قفصة المرتبطة بالقصر، تشكل أكبر مدينة في غرب تونس مع 115000 نسمة.
- القيروان هي مدينة كبيرة في وسط تونس 115000 نسمة .
- المنطقة الحضرية من الساحل الجنوبي: فهي عبارة عن مجموعة من المدن المتوسطة والصغيرة التي تتكون من المهدية، قصور الساف، الشابة،  و ملولش مجموعها 100000 نسمة.

## وصلات خارجية
- Geopolis - MENApolis (groupe de recherche universités Paris-Diderot & Avignon)